# 若原瞳
若原 瞳（わかはら ひとみ、1953年6月7日 - ）は、日本の女優、タレント。静岡県三島市出身。身長:157 cm。血液型：AB。

## 人物・経歴
共立女子中学校・高等学校を経て、共立女子短期大学家政科卒業。
趣味：ヒップホップ・絵画
若原一郎の養女。
外資系の自動車会社で働いていたが昭和52年、一郎の家族としてテレビの歌番組に出演したのがきっかけで映画『青年の樹』で女優デビュー。以来テレビや舞台で活躍する。
1980年代にアメリカ人男性と結婚するもその後、離婚し養父の一郎がイメージキャラクターを務めていたアデランスの社員の男性と再婚したが、のちにこの男性とも離婚している。

## 出演

### 舞台
- おさん
- 一豊の妻
- 生きてゆく私
- 女優（2010年） - 共演：岡田茉莉子、高嶺ふぶき
- 藤あや子・坂本冬美座長公演（2011年6月）

### テレビドラマ
- ご存知 女ねずみ小僧（1977年、CX）
- 土曜ワイド劇場 （ANB）
  - 「夏の海にご用心」（1977年9月3日）
  - 「殺意のめぐり逢い」（1984年6月23日）
- 大江戸捜査網 第292話「異母兄弟の夜明け」（1977年、12ch / 三船プロ） - 越前屋の娘 役
- 新五捕物帳（1977年 - 1979年、NTV） - さよ 役
- 熱中時代 第9話（1978年、NTV） 大川花子 役
- そば屋梅吉捕物帳 第8話「草笛に泣く流れ星」（1979年、12ch / 国際放映） - 小袖役 役
- 斬り捨て御免! 第1シリーズ 第1話「炎と燃える三十六番所の灯・前編」（1980年、TX） - 八重役 役
- 桃太郎侍 第182話「命を賭けた恋だった」（1980年、NTV） - お千代 役
- ライオン奥様劇場「ひまわり戦争」（1980年、CX）
- 木曜ゴールデンドラマ（YTV）
  - 「妻のまごころ」（1980年）
  - 「珠子十歳の鎮魂歌」（1983年）
- 吉宗評判記 暴れん坊将軍 第176話「憎しみの糸が結んだ父娘の絆」（1981年、ANB） - おとき 役
- 江戸の用心棒 第19話「怪談・八百屋お七」（1981年、CX） - おてる 役
- 大岡越前 第6部 第22話「疑われた男」（1982年、TBS） - おるい 役
- 松平右近事件帳（1982年 - 1983年、NTV） - 綾姫 役
- また逢う日（1983年、THK）
- 月曜ドラマランド「のんき君2」（1984年、CX）
- 月曜ワイド劇場「人工授精のわが子」（1984年、ANB）
- 特捜最前線 第439話「愛を撃つ女・暴かれた裏切りのレイプ」（1985年、ANB） - 最上ジュンコ 役
- おんなの砦（1991年、THK）
- 妻たちの劇場「真夏の出来事」（1992年、CX）
- 月曜ミステリー劇場「早乙女千春の添乗報告書 第13作「神戸・淡路湯けむりツアー殺人事件」（2003年1月6日、TBS） - 亀山春子 役
- 水曜プレミア「ねじれた絆」（2004年、TBS）
- ドラマ30（CBC）
  - 「みこん六姉妹」（2006年） - 菊田幸子 役
  - 「みこん六姉妹2」（2008年） - 菊田幸子 役
- 水曜シアター9「信濃のコロンボ事件ファイル18　越天楽がきこえる」（2009年、TX） - 旅館のお上 役
- おみやさん 第6シリーズ　第10話（2009年1月29日、EX）
- 月曜ゴールデン「十津川警部シリーズ53 伊豆・踊り子号殺人ルート〜消えた一億円の謎〜」（2014年、TBS） - 板倉由香子 役

### 映画
- 青年の樹（1977年、東宝）
- がんばれ!ベアーズ大旋風 -日本遠征-（1978年、パラマウント映画 養父の若原一郎とともに本人役で出演。）
- 京都、夏（2013年　スケルトン・フィルムズ）2014年モナコ国際映画祭　助演女優賞
- むじな峠（2024年、エムエフピクチャーズ） - とみ 役[3]

### バラエティー・教養番組
- 欽ちゃんのドンとやってみよう!（フジテレビ）
- 欽ちゃんのどこまでやるの!?（テレビ朝日）
- 若原瞳のラブリー10（テレビ朝日）
- 午後は○○おもいッきりテレビ（日本テレビ）
- サンデー健康ほっとライン（NHK BS-2）
- 日本全国ひる休み（フジテレビ）
- 金曜いきいきタイム（サンテレビジョン、関西ローカル）

ほか多数